# Bevolking van Albanië
De bevolking van  Albanië bestond volgens het Nationaal Instituut voor de Statistiek van Albanië (INSTAT) op 1 januari 2021 uit 2.829.741 inwoners. De laatste officiële volkstelling vond plaats in oktober 2023. De totale bevolking werd gesteld op 2.412.113 personen, bij de voorlaatste telling in 2011 was dit 2.821.977 inwoners, een daling van 7,7% ten opzichte van de volkstelling van 2001. Tussen de volkstellingen van 2001 en 2011 nam de bevolking met 247.298 personen af, hetgeen gelijk staat aan een jaarlijkse bevolkingsgroei van −0,84%. De bevolkingsdaling is uitsluitend het gevolg van buitenlandse emigratie, terwijl de positieve natuurlijke bevolkingsgroei de bevolkingskrimp deels compenseert.

## Demografie

Bevolkingsontwikkeling van Albanië

De bevolking van Albanië is ongelijkmatig verdeeld. Op 1 januari 2021 omvat de prefectuur Tirana ongeveer 32,2% van de totale bevolking van Albanië en blijft daarmee de prefectuur met de meeste inwoners van het land. Prefectuur Tirana werd gevolgd door de prefecturen Durrës en Fier met respectievelijk 10,3% en 10,1% van de bevolking. Dat betekent dat meer dan de helft van de bevolking in deze drie prefecturen woont, terwijl deze prefecturen slechts 15% van het grondgebied beslaan. Wat de overige negen prefecturen betreft: vier prefecturen omvatten 5% tot 10% van de bevolking en vijf prefecturen omvatten 2% tot 5% van de bevolking. De dunstbevolkte prefecturen zijn Gjirokastër en Kukës.
In 2020 kenden slechts twee prefecturen een positieve bevolkingsgroei, terwijl de overige tien prefecturen een afname kenden. De grootste bevolkingsstijging werd waargenomen in Tirana (+0,7%), gevolgd door Durrës (+0,5%). Aan de andere kant werden de grootste dalingen van de bevolking waargenomen in Gjirokastër (−2,3%), Berat (−2,1%) en Dibër (−1,9%).

## Etniciteit

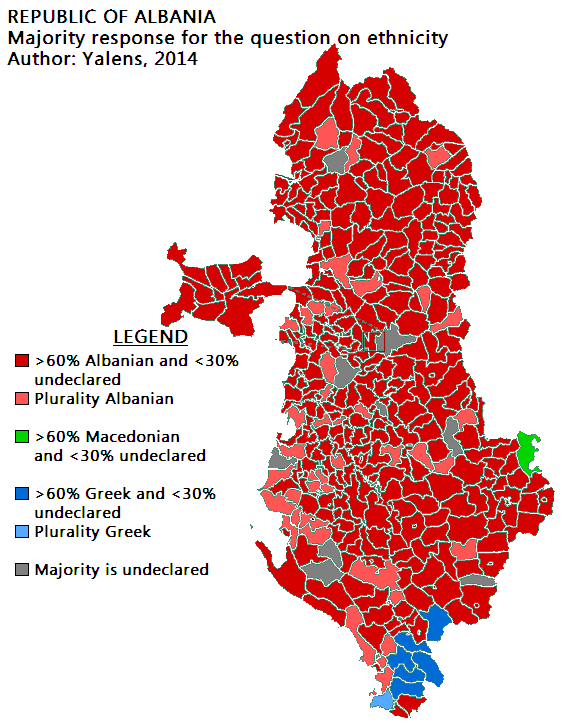
Etnische samenstelling in Albanië (2011)

Volgens de volkstelling uit 2023 is de meerderheid van de bevolking in Albanië etnisch Albanees (91%). De grootste etnische minderheid zijn de Grieken met 1% van de totale bevolking, gevolgd door de Roma-bevolking (0,9%) en de Bulgaren (0,3%). Verder leven er kleinere gemeenschappen Vlachen en slavische volkeren. Erkende etnische minderheden in Albanië zijn Macedoniërs, Montenegrijnen, Serviërs en Bosniakken.

## Religie

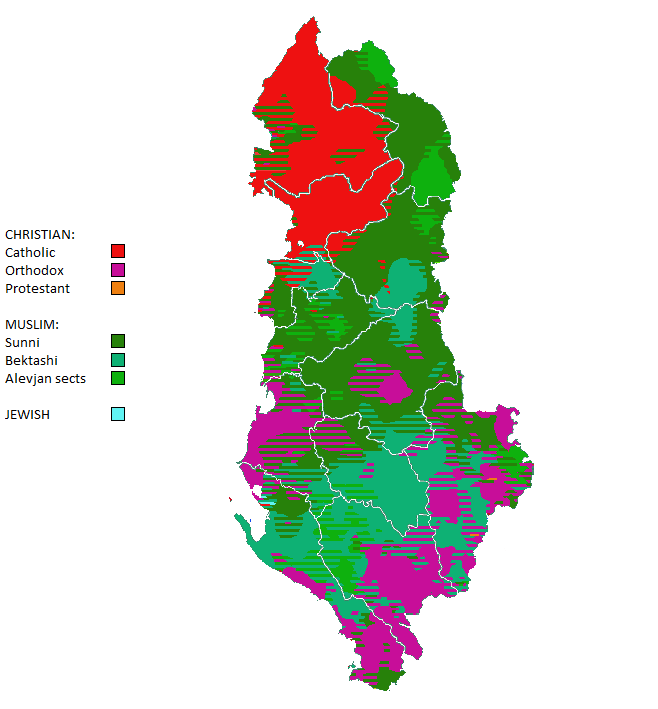
Verspreiding per religie in Albanië (2011)

De dominerende godsdiensten in Albanië bij de volkstelling van 2023 waren de islam: 50,67%, het rooms-katholicisme: 8,38%, de oosters-orthodoxe kerk: 7,22%, het deïsme: 13,82% en het atheïsme: 3,55%.

## Volkstellingen

### Officiële volkstellingen tussen 1923 en 2011
| Jaartal | Bevolking | Verandering (%) | Mannen    | Vrouwen   | Bevolkingsdichtheid | Urbanisatiegraad |
| ------- | --------- | --------------- | --------- | --------- | ------------------- | ---------------- |
| 1923    | 803.959   | -               |           |           |                     |                  |
| 1930    | 1.003.097 | +24,8%          |           |           |                     |                  |
| 1940    | 1.084.159 | +8,1            |           |           |                     |                  |
| 1945    | 1.122.044 | +3,5%           | 570.361   | 551.683   | 39                  |                  |
| 1950    | 1.218.943 | +8,6%           | 625.935   | 593.008   | 42                  | 20,5%            |
| 1955    | 1.391.499 | +14,1%          | 713.316   | 678.183   | 48                  | 27,5%            |
| 1960    | 1.626.315 | +16,9%          | 835.294   | 791.021   | 57                  | 30,9%            |
| 1969    | 2.068.200 | +27,2%          |           |           | 72                  | 31,5%            |
| 1979    | 2.590.600 | +25,3%          | 1.337.400 | 1.253.200 | 90                  | 33,5%            |
| 1989    | 3.182.417 | +22,9%          | 1.638.100 | 1.544.300 | 111                 | 35,5%            |
| 2001    | 3.069.275 | -3,6%           | 1.530.443 | 1.538.832 | 107                 | 42,1%            |
| 2011    | 2.831.741 | −7,7%           | 1.421.810 | 1.409.931 | 99                  | 53,7%            |